# New Market (Indiana)
New Market – miasto w Stanach Zjednoczonych, w stanie Indiana, w hrabstwie Montgomery.